# Ptychamalia
Ptychamalia är ett släkte av fjärilar. Ptychamalia ingår i familjen mätare.

## Dottertaxa tillPtychamalia, i alfabetisk ordning[1]
- Ptychamalia ariana
- Ptychamalia botydata
- Ptychamalia brunneata
- Ptychamalia costifera
- Ptychamalia cumana
- Ptychamalia dognini
- Ptychamalia dorneraria
- Ptychamalia exempta
- Ptychamalia gerana
- Ptychamalia grisescens
- Ptychamalia immunda
- Ptychamalia inamoena
- Ptychamalia insolata
- Ptychamalia ligys
- Ptychamalia magitaria
- Ptychamalia melanoma
- Ptychamalia narogena
- Ptychamalia nigricostata
- Ptychamalia nigromarginata
- Ptychamalia nubila
- Ptychamalia parallela
- Ptychamalia perbrunneata
- Ptychamalia perlata
- Ptychamalia platensis
- Ptychamalia ptychopoda
- Ptychamalia pulverea
- Ptychamalia reducta
- Ptychamalia sara
- Ptychamalia sericea
- Ptychamalia simplex
- Ptychamalia subcuprea
- Ptychamalia tactiturna
- Ptychamalia venipunctata